# Heinz Haffter
Heinz Haffter (* 1. Juni 1905 in Berg TG; † 9. September 1998 in Frauenfeld) war ein Schweizer klassischer Philologe.

## Leben
Nach dem ersten Lateinunterricht im Pfarrhaus von Berg zog Haffters Familie 1921 in die Gegend von Winterthur, wo er das altsprachliche Gymnasium besuchte und 1924 die Matura ablegte. Im selben Jahr begann Haffter ein Studium der klassischen Philologie an der Universität Zürich (bei Ernst Howald und Eduard Schwyzer). Auf Howalds Rat wechselte er 1926 an die Universität Kiel, wo er bei Felix Jacoby, Eduard Fraenkel und Giorgio Pasquali zwei Jahre lang studierte. Seinem Lehrer Fraenkel folgend wechselte er 1928 nach Göttingen und 1931 nach Freiburg, wo er 1932 mit der Dissertation Untersuchungen zur altlateinischen Dichtersprache promoviert wurde.
Als Stipendiat ging Haffter gleich nach der Promotion zum Thesaurus Linguae Latinae in München, auf Empfehlung Fraenkels, der Mitglied der Thesauruskommission war. Das Institut befand sich in einer Umbruchsphase, weil in jenen Jahren der Generalredaktor Georg Dittmann zahlreiche junge Philologen zur Beschleunigung des von der unsicheren wirtschaftlichen Lage gefährdeten Projekts heranzog: Zu Haffter Kollegen zählten Otto Skutsch, Wolf-Hartmut Friedrich und Bernhard Rehm. Haffter stieg in wenigen Jahren bis zum Redaktor auf und begründete 1934 eine Publikationsreihe Beiträge aus der Thesaurusarbeit, die zunächst im Philologus, ab 1952 im Museum Helveticum erschien. Aus politischen Gründen verzichtete Haffter auf eine Habilitation.
Bei Ausbruch des Zweiten Weltkriegs kehrte er mit seiner Familie in die Schweiz zurück. Hier arbeitete er an verschiedenen Schulen als Hilfslehrer, bevor er 1941 eine Stelle am Gymnasium von Winterthur bekam. 1940 bis 1947 leitete er zudem das Münzkabinett und Antikensammlung der Stadt Winterthur. Nach dem Kriegsende kehrte er auf vielfachen Wunsch (unter anderem von Seiten seines Lehrers Fraenkel und des Präsidenten der Schweizer Thesauruskommission, Manu Leumann) 1946 nach München zurück, um beim Wiederaufbau und Erhalt des Thesaurus zu helfen. Im Frühjahr 1947 übernahm Haffter als Generalredaktor die Leitung des Instituts. Ab 1949 arbeitete er nebenbei als Lehrer. In diesem Jahr gelang ihm auch im Verein mit Leumann die Gründung der internationalen Thesaurus-Kommission. Im Jahr 1952 habilitierte sich Haffter mit einer Studie zu Terenz an der Universität Zürich und gab die Leitung des Thesaurus an Wilhelm Ehlers ab. 1953 wurde er auf den neu errichteten zweiten Lehrstuhl für Klassische Philologie daselbst berufen. 1970 wurde er emeritiert. Von 1973 bis 1979 leitete er die internationale Thesaurus-Kommission, 1979 verlieh ihm die Bayerische Akademie der Wissenschaften die Goldmedaille bene meriti.